# شهرستان تیولیاچینسکی
شهرستان تیولیاچینسکی (به لاتین: Tyulyachinsky District) یک شهرستان در روسیه است که در تاتارستان واقع شده‌است.